# Pseudanostirus
Pseudanostirus là một chi bọ cánh cứng trong họ 
Elateridae.
Chi này được miêu tả khoa học năm 1964 bởi Dolin.

## Các loài
Các loài trong chi này gồm:
- Pseudanostirus adustus Gurjeva, 1982
- Pseudanostirus alpinus (Gurjeva, 1978)
- Pseudanostirus altaicus (Eschscholtz, 1829)
- Pseudanostirus amurensis (Jagemann, 1942)
- Pseudanostirus bicolor Dolin & Gurjeva, 1988
- Pseudanostirus bipunctatus (Brown, 1936)
- Pseudanostirus californicus (Brown, 1936)
- Pseudanostirus columbianus (Brown, 1936)
- Pseudanostirus densatus (Reitter, 1910)
- Pseudanostirus dilatatus (Miwa, 1928)
- Pseudanostirus ecarinatus (Stepanov, 1930)
- Pseudanostirus furfurosus Gurjeva, 1982
- Pseudanostirus globicollis (Germar, 1843)
- Pseudanostirus hieroglyphicus (Say, 1834)
- Pseudanostirus jasoni Dolin & Chantladze, 1987
- Pseudanostirus juldanus (Reitter, 1910)
- Pseudanostirus montivagus Gurjeva, 1982
- Pseudanostirus nebraskensis (Bland, 1863)
- Pseudanostirus nigricollis (Bland, 1864)
- Pseudanostirus ochreipennis (LeConte, 1863)
- Pseudanostirus orodromus Gurjeva, 1982
- Pseudanostirus pallidipes (Brown, 1936)
- Pseudanostirus pippingskoeldii (Mannerheim, 1852)
- Pseudanostirus propolus (LeConte, 1853)
- Pseudanostirus pudicus (Brown, 1936)
- Pseudanostirus risillus (Gurjeva, 1978)
- Pseudanostirus tigrina (Fall, 1901)
- Pseudanostirus triundulatus (Randall, 1838)
- Pseudanostirus vicinus Gurjeva, 1984